# Раза (Болцано)
Раза (итал. Rasa) је насеље у Италији у округу Болцано, региону Трентино-Јужни Тирол.
Према процени из 2011. у насељу је живело 447 становника. Насеље се налази на надморској висини од 807 м.